# Manuel Curto
Manuel Curto (Torres Vedras, 9 juli 1986) is een Portugees voormalig profvoetballer die doorgaans als middenvelder speelde. 

## Clubloopbaan
Curto begon bij SL Benfica maar kwam niet verder dan het tweede team. Via een Spaanse en enkele Portugese clubs op het derde niveau vond hij via Estoril Praia weer de weg omhoog en speelde met Naval 1º de Maio en União Leiria in de Primeira Liga. In 2013 ging hij bij Taraz FK in Kazachstan spelen. In 2014 speelde hij enkele maanden voor Zagłębie Lubin in Polen en in het seizoen 2014/15 stond hij in België bij K. Lierse SK onder contract. Hij keerde terug naar Portugal waar hij zijn loopbaan in 2017 besloot. 

## Interlandcarrière
Curto was Portugees jeugdinternational. Hij maakte onder meer deel uit van de Portugese selectie op het gewonnen Europees kampioenschap voetbal mannen onder 17 - 2003 en op het Wereldkampioenschap voetbal onder 17 - 2003 waar de kwartfinale behaald werd.